# یاگودنه (استان اشوی‌داشکسیه)
یاگودنه (به لهستانی: Jagodne) یک منطقهٔ مسکونی در لهستان است که در گمینا میژتس واقع شده‌است. یاگودنه ۷۲۰ نفر جمعیت دارد.